# Агама деревна
Агама деревна (Acanthocercus atricollis) — представник роду Acanthocercus з родини агамових. Має 6 підвидів.

## Опис
Загальна довжина сягає 38 см. Колір шкіри бурий, оливковий, сріблясто—сірий з неправильними плямами срібно—зеленого та охристого кольору. Луска синьо—зелена та жовта з боків та середині. На плечах є яскраві блискучі чорні плями. Голова оливкова, сіра зі срібними поперечними смугами. На шиї є чорна смуга. Під час парування голова та більша частина хвоста у самців стають блакитним. Посеред спини тягнеться біла смуга. Тулуб цієї агами досить кремезний, є чіткі барабанні перетинки за оком. 

## Спосіб життя
Полюбляє сухі та теплі місцини, лісові узлісся, чагарники. Практично усе життя проводить на деревах. Харчується комахами, дрібними хребетними. 
Це яйцекладна ящірка. Відкладає до 9—10 яєць.

## Розповсюдження
Мешкає у Ботсвані, Анголі, Мозамбіці, Замбії, Зімбабве, Намібії, Демократичній республіці Конго, Малаві, Уганді, Ефіопії, Кенії, Руанді, Сомалі, Судані, Танзанії.

## Підвиди
- Acanthocercus atricollis atricollis
- Acanthocercus atricollis gregorii
- Acanthocercus atricollis kiwuensis
- Acanthocercus atricollis loveridgei
- Acanthocercus atricollis minuta
- Acanthocercus atricollis ugandaensis